# IC 55
IC 55 је спирална галаксија у сазвјежђу Рибе која се налази на листи објеката дубоког неба у Индекс каталогу.
Деклинација објекта је + 7° 43' 9" а ректасцензија 0h 51m 42,3s. Привидна величина (магнитуда) објекта IC 55 износи 14,1 а фотографска магнитуда 15,0. IC 55 је још познат и под ознакама MCG 1-3-6, CGCG 410-13, NPM1G +07.0024, PGC 3025.